# ۹۰۴ (قمری)
۹۰۴ (قمری)، نهصد و چهارمین سال در گاهشماری هجری قمری است. اول محرم این سال برابر با بیست و هشتم اوت سال ۱۴۹۸ میلادی است.